# The Taking of Deborah Logan
The Taking of Deborah Logan è un film del 2014 diretto da Adam Robitel.
Pellicola horror girata con la tecnica del falso documentario, opera prima di Adam Robitel.

## Trama
Deborah Logan, anziana malata di Alzheimer con un passato da centralinista, accetta di essere filmata da Mia, Gavin e Louis per un documentario che sarà la tesi di laurea di Mia; a convincerla è stata la sua unica figlia Sarah che, nonostante le obiezioni di Harris Sredl, un vicino comune amico di lunghissima data, ha disperatamente bisogno del compenso economico per far fronte alle costose cure della madre con la quale è costretta a vivere. 
Dopo un inizio abbastanza tranquillo, in cui madre e figlia ricordano il loro passato segnato dalla prematura morte di Dennis - marito di Deborah e padre di Sarah - e dall'omosessualità di Sarah, all'improvviso Deborah inizia a peggiorare rapidamente, alternando momenti di lucidità a momenti di follia (ed esempio, scava buche in giardino in piena notte) arrivando a essere violenta con se stessa e con gli altri.
Quando poi una notte, dopo che Gavin e Louis hanno registrato un audio in cui Deborah parla in francese di serpenti e sacrifici, il gruppo viene spaventato dal macchinario da centralinista di Deborah che inizia a ricevere chiamate dalla linea 337, Sarah, analizzando i vecchi schedari della madre, scopre che, andando contro al suo ordine maniacale, la donna ha strappato le pagine inerenti a quella linea che, grazie a Luis, si scopre essere appartenuta a Henri Desjardins, pediatra sparito nei primi anni '70 colpevole dell'uccisione a sfondo rituale di quattro ragazzine. Il medico, affetto da SLA, si era convinto che, seguendo un rituale Monacan, basato sul cannibalismo, facendo uso di serpenti e offerte del primo sangue mestruale di 5 ragazzine, avrebbe ottenuto l'immortalità. 
Interrogata su Desjardins da Sarah, Deborah, dopo aver affermato che l'uomo è stato ucciso, inizia a essere protagonista di strani fenomeni medici che non hanno nulla a che fare con l'Alzheimer e viene dunque ricoverata in ospedale dove tenta di rapire Cara Minetti, una bambina malata di cancro. Spaventata, Sarah prima chiede invano aiuto a un esorcista e poi va con Mia dal Dr. Ernst Schiffer, antropologo esperto in rituali, il quale spiega loro che per salvare Deborah devono bruciare l'origine della sua ossessione.
Nel frattempo Harris, dopo aver sparato ubriaco contro casa Logan spingendo Gavin ad andarsene, tenta di uccidere Deborah soffocandola con un cuscino su sua richiesta, ma viene fermato da una forza invisibile che lo attacca. Così confessa a Sarah che Deborah uccise Desjardins e lo seppellì in giardino perché, grazie al suo lavoro di centralinista, aveva scoperto che la quinta vittima del medico sarebbe stata proprio Sarah. Quindi Sarah, Mia e Louis - capito che Deborah è posseduta dallo spirito di Desjardins - scavano in cerca del corpo, ma si rendono conto che Deborah l'ha riesumato e nascosto in soffitta.
Dopo che i tre hanno cercano inutilmente di dare fuoco ai resti di Desjardins, Sarah viene informata che la madre è scappata dall'ospedale portando via Cara, così, seguendo quello che era il modus operandi di Desjardins, si reca con Mia e la sceriffo Linda Tweed presso una miniera dove in effetti trovano le due. Dopo una colluttazione, Deborah uccide Tweed e tenta di divorare Cara, ma Sarah riesce a spronarla a lottare contro Desjardins, annullando la possessione e salvando la vita a Cara. 
Mesi dopo, mentre la salute di Deborah è peggiorata al punto da renderla incapace di muoversi e parlare, il cancro di Cara è regredito completamente e, filmata dalla televisione mentre festeggia il suo decimo compleanno, racconta di avere un progetto segreto per il futuro facendo intendere che a parlare non è lei, bensì lo spirito di Desjardins che adesso la possiede.

## Produzione
Girato principalmente nella Carolina del Nord, secondo il curatore degli effetti speciali Vincent Guastini il film è stato gestito in maniera tale da ricercare il "maggior realismo possibile", motivo per il quale le scene relative alla trasformazione di Deborah Logan sono state limitate.

## Distribuzione
Il film è stato reso disponibile direttamente nei mercati home video e on demand.

## Accoglienza
Sull'aggregatore Rotten Tomatoes il film riceve il 91% delle recensioni professionali positive con un voto medio di 6,4 su 10 basato su 11 critiche.